# Bálint Török
Bálint Török de Enying (25. září 1502 Szigetvár – 1551 Istanbul) byl uherský šlechtic, bán Nándorfehérváru (Bělehradu) a v letech 1527–1542 pán Cseszneku. Vedl povstání proti Osmanské říši, dokud nebyl zajat Osmany a odveden do Istanbulu, kde byl popraven za vzpouru proti státu.